# Episkopi FC
El Episkopi FC es un equipo de fútbol de Grecia que juega en la Gamma Ethniki, la tercera liga de fútbol más importante del país.

## Historia
Fue fundado en el año 1962 en la ciudad de Episkopi, en el distrito de Rethymno y desde el 2003 militó en la Delta Ethniki hasta que consiguieron el ascenso a la Gamma Ethniki en el 2012, durando sólo un año ahí, ya que gracias a la expansión de la Beta Ethniki, lograron ascender a la misma por primera vez en su historia.

## Palmarés
- Delta Ethniki Grupo 10 (1): 2012
- Campeonato de Rethymno FCA (2): 1990, 2001
- Copa de Rethymno FCA Cup (3): 2003, 2007, 2010

## Jugadores

### Jugadores destacados
- Juan Aguilera Núñez